# Petrolândia (kommun i Brasilien, Santa Catarina)
Petrolândia är en kommun i Brasilien.   Den ligger i delstaten Santa Catarina, i den södra delen av landet, 1 300 km söder om huvudstaden Brasília. Antalet invånare är 6 131.
Omgivningarna runt Petrolândia är en mosaik av jordbruksmark och naturlig växtlighet. Runt Petrolândia är det glesbefolkat, med 19 invånare per kvadratkilometer.